# Бонкур сир Мез
Бонкур сир Мез (фр. Boncourt-sur-Meuse) насеље је и општина у североисточној Француској у региону Лорена, у департману Меза која припада префектури Комерси.
По подацима из 2011. године у општини је живело 305 становника, а густина насељености је износила 28,14 становника/km². Општина се простире на површини од 10,84 km². Налази се на средњој надморској висини од 240 метара (максималној 379 m, а минималној 225 m).

## Демографија
| 1962. | 1968. | 1975. | 1982. | 1990. | 1999. | 2011. |
| ----- | ----- | ----- | ----- | ----- | ----- | ----- |
| 183   | 214   | 226   | 361   | 370   | 343   | 305   |

График промене броја становника у току последњих година